# یاهالتنا
یاهالتنا (به لاتین: Yahaletenna) یک منطقهٔ مسکونی در سری‌لانکا است که در استان مرکزی (سری‌لانکا) واقع شده‌است.